# Bénestroff
Bénestroff település Franciaországban, Moselle megyében. Lakosainak száma 518 fő (2022. január 1.). Bénestroff Bourgaltroff, Guébling, Lidrezing, Marimont-lès-Bénestroff, Rodalbe, Vahl-lès-Bénestroff és Virming községekkel határos.

## Népesség
A település népességének változása:
| Lakosok száma | 609  | 565  | 587  | 474  | 544  | 543  | 550  | 532  | 523  | 518  |
|               | 1968 | 1982 | 1990 | 2006 | 2013 | 2015 | 2017 | 2019 | 2020 | 2022 |